# Phylloptera
Phylloptera är ett släkte av insekter. Phylloptera ingår i familjen vårtbitare.

## Dottertaxa tillPhylloptera, i alfabetisk ordning[1]
- Phylloptera acreana
- Phylloptera alliedea
- Phylloptera amapaensis
- Phylloptera ambigua
- Phylloptera ancilla
- Phylloptera appendiculata
- Phylloptera arata
- Phylloptera binotata
- Phylloptera biornata
- Phylloptera brevifolia
- Phylloptera breviramulosa
- Phylloptera cantareirae
- Phylloptera cassinaefolia
- Phylloptera cognata
- Phylloptera contracta
- Phylloptera cordata
- Phylloptera coriacea
- Phylloptera delicata
- Phylloptera derodifolia
- Phylloptera digramma
- Phylloptera dimidiata
- Phylloptera ensifolia
- Phylloptera erosifolia
- Phylloptera esalqueana
- Phylloptera famula
- Phylloptera festae
- Phylloptera fosteri
- Phylloptera gracilipes
- Phylloptera incognita
- Phylloptera infuscata
- Phylloptera insularis
- Phylloptera laevigatus
- Phylloptera laevis
- Phylloptera lenkoi
- Phylloptera lineamentis
- Phylloptera lineapurpurea
- Phylloptera maculosa
- Phylloptera madagassus
- Phylloptera modesta
- Phylloptera mutila
- Phylloptera neotenella
- Phylloptera nigroauriculata
- Phylloptera octonotata
- Phylloptera ovalifolia
- Phylloptera panamae
- Phylloptera peruviana
- Phylloptera phyllopteroides
- Phylloptera picta
- Phylloptera pisifolia
- Phylloptera proxima
- Phylloptera quinquemaculata
- Phylloptera roseoinflata
- Phylloptera signata
- Phylloptera simpla
- Phylloptera socia
- Phylloptera spinulosa
- Phylloptera strigipennis
- Phylloptera tarda
- Phylloptera tenellus
- Phylloptera verruculosa
- Phylloptera vicina